# Olga Tokarczuk
Olga Nawoja Tokarczuk (Sulechów, 1962. január 29. – ) lengyel regényíró, pszichológus, aki 2018-ban elnyerte a Nemzetközi Man Booker-díjat., 2019-ben pedig a 2018-as év irodalmi Nobel-díját. Mindeddig hét regénye és két elbeszéléskötete jelent meg magyar nyelven. Bizarr történetek című novelláskötete alig egy évvel a lengyel megjelenést követően 2019 nyarán jelent meg a magyarországi Wacław Felczak Alapítvány támogatásával.

## Életpályája

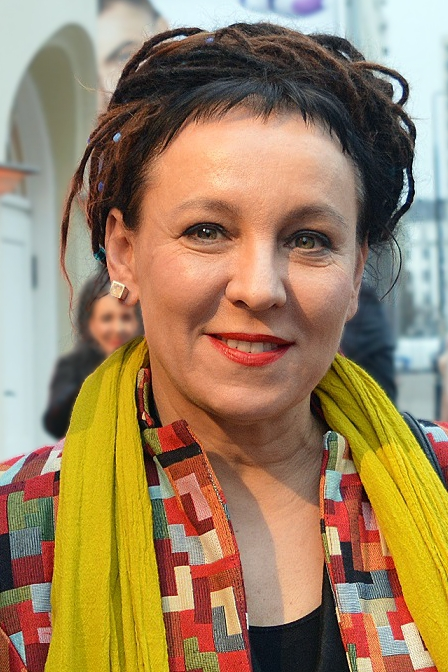
2018-ban

1962. január 19-én született Lengyelország azon részén, melyet a második világháború után elcsatoltak Németországtól. A család később a felső-sziléziai Kietrzbe költözött az Opolei vajdaságba. A középiskolát 1980-ban fejezte be. Aztán pszichológiát tanult a Varsói Egyetemen. Tanulmányai mellett önkéntesként dolgozott, viselkedési problémákkal küzdő fiatalokon segített. A diploma megszerzése után Wrocławban telepedett le. 1986 és 1989 között a krakkói mentálhigiénés klinikán dolgozott, később Wałbrzychbe költözött, ahol egy ideig terapeutaként dolgozott. 1994-ben csatlakozott a Lengyel Írók Szövetségéhez, és 1999-ben a Lengyel PEN Klub tagjává vált.
Bieguni (Nyughatatlanok) című könyvéért megkapta az egyik legrangosabb lengyel irodalmi díjat, a Nikét, majd 2018-ban a könyv angol fordításával megnyerte a Man Booker-díjat is.
Prowadź swój pług przez kości umarłych (Hajtsad ekédet a holtak csontjain át) című regényből Agnieszka Holland készített filmet, amely elnyerte 2017-ben a Berlini Nemzetközi Filmfesztivál Ezüst Medve-díját.
A Księgi Jakubowe (Jákob könyvei) regényére másodszor is megkapta a Nike-díjat.
2019. október 10-én a Svéd Királyi Tudományos Akadémia Irodalmi Nobel-díjjal jutalmazta.
…narratív képzelete mindent felölelő szenvedéllyel ábrázolja a határok átlépését, mint életformát.
Gyakran visz fantasztikumot az írásaiba, szeret átlépni a valóságon, a halál és élet, férfi és nő, ember és állat között húzódó határokon.

## Magyarul megjelent művei
- Az Őskönyv nyomában; fordította: Mihályi Zsuzsa; Európa, Budapest, 2000
- Sok dobon játszani. 19 elbeszélés; fordította: Mihályi Zsuzsa, Pálfalvi Lajos; Napkút, Budapest, 2006
- Őskor és más idők; fordította: Körner Gábor, utószó Márton László; L'Harmattan, Budapest, 2011 (Valahol Európában)
- Nappali ház, éjjeli ház; fordította: Körner Gábor; L'Harmattan, Budapest, 2014
- Bizarr történetek; fordította: Petneki Noémi; Vince, Budapest, 2019
- Hajtsad ekédet a holtak csontjain át; fordította: Körner Gábor;  L' Harmattan, Budapest, 2019
- Nyughatatlanok; fordította: Hermann Péter;  L' Harmattan, Budapest, 2021 (Világszép irodalom)
- Az elveszett lélek; fordította: Kellermann Viktória; Csirimojó, Budapest, 2021
- Jákob könyvei avagy Nagy utazás a hét határon, öt nyelven és három nagy vallomáson át, a kisebbeket nem számolva; fordította: Körner Gábor; Vince, Budapest, 2022 (Living bridges)
- Az érzékeny narrátor. A Nobel-előadás és válogatott esszék; ford. Hermann Péter; L'Harmattan, 2024 (Világszép irodalom)